# Premio Ernst Zinna de la Ciudad de Berlín
El Premio Ernst Zinna de la Ciudad de Berlín fue un galardón creado el 8 de febrero de 1957 por el Ayuntamiento del Gran Berlín (oriental) y otorgado anualmente hasta 1989 a jóvenes inventores, pensadores, deportistas y artistas de la RDA. El premio iba acompañado de un certificado, una medalla y una recompensa monetaria.
Lleva el nombre del aprendiz de cerrajero Ernst Zinna, quien murió cuando tenía 17 años en una batalla en la calle Jägerstraße en Berlín, en el contexto de la Revolución de marzo de 1848. Armado solo con el antiguo sable de su abuelo, se había vuelto contra un batallón de soldados prusianos, resultó gravemente herido y murió al día siguiente en la Charité. Su tumba se encuentra en el Cementerio de los Caídos en Marzo, en el Parque Público Friedrichshain.

## Algunos ganadores del premio
- 1958: Günter Kochan, Edmund Axt, Fred Misgeiski, Axel Bengs, Gerhard Fiebelkorn[1][2][3][4][5]
- 1959: Claus Küchenmeister, Wera Küchenmeister, Klaus-Herbert Wegner, Paul Rahner, Sergio Günther[6][7][8][9][10]
- 1960: Joachim Mielost, Dieter Märtin, Joachim Hellwig[11][12][13]
- 1961: Klaus Schlenzig, Horst Lehmann, Günter Hauk[14][15][16]
- 1962: Horst Pechmann, Manfred Trost, Heinz Rettig[17][18][19]
- 1963: Siegfried Matthus, Günter Engelmann, Heinz Schneeweiss[20][21][22]
- 1964: Ralf Petersen, Ralph Buja, Wolfgang Bauch, Jutta Hoffmann[23][24][25][26]
- 1965: Nuria Quevedo, Rudolf Giese[27][28]
- 1966: Manfred Schubert, Manfred Laske[29][30]
- 1967: Gerhard Tittel, Heribert Lüddecke, Gustav-Adolf Brandt, Wolf-Rüdiger Becker[31][32][33][34]
- 1968: Siegfried Wein, Joachim Siebenschuh, Berndpeter Schuhmacher, Hannelore Bey, Wolfgang Falkenhagen, Roland Gawlik[35][36][37][38][39][40]
- 1969: Dieter Mann[41]
- 1970: Peter Ensikat, Helmut Kuntzsch[42][43][44]
- 1972: Manfred Porsche[45]
- 1973: Renate Feyl, Monica Bielenstein[46][47]
- 1974: Jenny Gröllmann, Monika Hauff, Klaus-Dieter Henkler[48][49][50]
- 1975: Marguerite Blume-Cárdenas[51]
- 1977: Swetlana Schönfeld, Rainer Harke[52][53]
- 1982: Lazzlo Virag, Sylvia Kob[54][55]
- 1983: Egon Wittkuhn, Margitta Finzel[56][57]
- 1984: Uwe Zander, Frank Bornholdt[58][59]
- 1985: Bärbel Mende, André Lange[60][61]
- 1987: Silke Wrede, Dagmar Krause, Michael Gehrmann[62][63][64]
- 1988: Andreas Wehle, Ralf Seume[65][66]
- 1989: Kurt Bollens, Stephan Knipp[67][68]